# Сусади-Ебалак
Сусади́-Ебала́к (рос. Сусады-Эбалак, башк. Сусаҙы-Ябалаҡ) — село у складі Янаульського району Башкортостану, Росія. Адміністративний центр Первомайської сільської ради.
Населення — 402 особи (2010; 366 у 2002).
Національний склад:
- марійці — 94 %